# Aminata Savadogo
Aminata Savadogo (Riga;  9 de enero de 1993), conocida simplemente como Aminata, es una cantante letona. Ganó el concurso televisivo Supernova 2015 con la canción "Love Injected", con lo cual ganó el derecho de representar a Letonia en el Festival de la Canción de Eurovisión 2015 en Viena, Austria. Acabó en sexto puesto, otorgándole a su país su mejor resultado desde su victoria en 2002.

## Biografía
Aminata Savadogo nació el 9 de enero de 1993 en Riga, de madre de ascendencia letona y rusa, y padre de Burkina Faso. Ella se considera primordialmente letona. Aminata participó en el programa de televisión letón Krodziņā pastel Paula a los 15 años, y a la edad de 17 participó en el programa Muzikālā banka, la versión letona de La batalla de los coros, como integrante del coro Golden.
En 2014 intentó representar a su país en Eurovisión por primera vez participando en el Dziesma 2014, logrando el quinto lugar con la canción "I Can Breathe". Un año más tarde, participó en la nueva selección nacional Supernova 2015 y ganó el concurso, por lo que representó a Letonia en el Festival de la Canción de Eurovisión 2015, quedando en el sexto puesto con 186 puntos, y obteniendo la puntuación más alta que su país ha obtenido nunca en el Festival, más incluso que su victoria en el 2002 (con 176 puntos).